# Ectinosoma andamanica
Ectinosoma andamanica is een eenoogkreeftjessoort uit de familie van de Ectinosomatidae. De wetenschappelijke naam van de soort is voor het eerst geldig gepubliceerd in 1993 door Rao G.S..